# ROC i olympiska sommarspelen 2020
Ryska idrottare deltog i olympiska sommarspelen 2020 under beteckningen ROC (förkortning för engelskans Russian Olympic Committee). De representerar den ryska olympiska kommittén och använde förkortningen "ROC" som landsnamn.
World Anti-Doping Agency tog den 9 december 2019 ett beslut om att förbjuda Ryssland från all internationell idrott i fyra år, efter att det visat sig att uppgifter från den ryska antidopingbyrån hade manipulerats av ryska myndigheter i syfte att skydda idrottare som var inblandade i dess statssponsrade dopingsystem.
Ryssland överklagade senare WADA-beslutet till Idrottens skiljedomstol (CAS). Domstolen beslutade efter granskning av överklagadet den 17 december 2020 att minska straffet som WADA hade ålagt till två år. Ryska idrottare som uppfyller särskilda kriterier tillåts att delta i OS och andra internationella evenemang, men fram till 16 december 2022 får de inte använda det ryska namnet, flaggan eller nationalsången och måste presentera sig som "neutrala idrottare" eller "neutralt lag". Domen tillåter laguniformer att visa "Ryssland" på uniformen såväl som användningen av ryska flaggfärger inom uniformens design, även om namnet ej får ges mer plats än beteckningen "neutral idrottare/lag".[Uppdatering behövs]
Den 19 februari 2021 tillkännagavs att Ryssland skulle tävla i olympiska sommarspelen 2020 (som skjutits upp till sommaren 2021 på grund av covid-19-pandemin) under förkortningen "ROC" efter det engelska namnet på den ryska olympiska kommittén även om kommitténs namn i sin helhet inte skulle användas för att hänvisa till delegationen.

## Medaljer
| Medalj | Namn | Sport      | Gren                              |
| ------ | --- | ---------- | --------------------------------- |
| 1      | Albert Batyrgazijev | Boxning    | Herrarnas fjädervikt              |
| 1      | Zaur Ugujev | Brottning  | Herrarnas 57 kg, fristil          |
| 1      | Zaurbek Sidakov | Brottning  | Herrarnas 74 kg, fristil          |
| 1      | Abdulrasjid Sadulajev | Brottning  | Herrarnas 97 kg, fristil          |
| 1      | Musa Jevlojev | Brottning  | Herrarnas 97 kg, grekisk-romersk  |
| 1      | Marija Lasitskene | Friidrott  | Damernas höjdhopp                 |
| 1      | Inna Deriglazova Larisa Korobejnikova Adelina Zagidullina Marta Martjanova                                                                      | Fäktning   | Damernas lagtävling i florett     |
| 1      | Sofija Pozdnjakova | Fäktning   | Damernas sabel                    |
| 1      | Olga Nikitina Sofija Pozdnjakova Sofja Velikaja                                                                                                 | Fäktning   | Damernas lagtävling i sabel       |
| 1      | Lilija Achaimova Viktoria Listunova Angelina Melnikova Vladislava Urazova                                                                       | Gymnastik  | Damernas lagmångkamp              |
| 1      | Denis Abljazin David Beljavskij Artur Dalalojan Nikita Nagornyj                                                                                 | Gymnastik  | Herrarnas lagmångkamp             |
| 1      | Svetlana Kolesnitjenko Svetlana Romasjina | Konstsim   | Duett                             |
| 1      | Vlada Tjigireva Marina Goljadkina Svetlana Kolesnitjenko Polina Komar Aleksandra Patskevitj Svetlana Romasjina Alla Sjisjkina Maria Sjurotjkina | Konstsim   | Lag                               |
| 1      | Jevgenij Rylov | Simning    | Herrarnas 100 m ryggsim           |
| 1      | Jevgenij Rylov | Simning    | Herrarnas 200 m ryggsim           |
| 1      | Vitalina Batsarasjkina | Skytte     | Damernas 10 m luftpistol          |
| 1      | Vitalina Batsarasjkina | Skytte     | Damernas 25 m pistol              |
| 1      | Maksim Chramtsov | Taekwondo  | Herrarnas -80 kg                  |
| 1      | Vladislav Larin | Taekwondo  | Herrarnas +80 kg                  |
| 1      | Anastasija Pavljutjenkova Andrej Rubljov | Tennis     | Mixeddubbel                       |
| 2      | Jevgenija Frolkina Olga Frolkina Julia Kozik Anastasija Logunova                                                                                | Basket     | Damernas 3x3                      |
| 2      | Ilja Karpenkov Kirill Pisklov Stanislav Sjarov Aleksandr Zujev                                                                                  | Basket     | Herrarnas 3x3                     |
| 2      | Muslim Gadzjimagomedov | Boxning    | Herrarnas tungvikt                |
| 2      | Jelena Osipova | Bågskytte  | Damernas tävling                  |
| 2      | Svetlana Gombojeva Jelena Osipova Ksenia Perova                                                                                                 | Bågskytte  | Damernas lagtävling               |
| 2      | Anzjelika Sidorova | Friidrott  | Damernas stavhopp                 |
| 2      | Inna Deriglazova | Fäktning   | Damernas florett                  |
| 2      | Sofja Velikaja | Fäktning   | Damernas sabel                    |
| 2      | Timur Safin Kirill Borodatjev Anton Borodatjev Vladislav Mylnikov                                                                               | Fäktning   | Herrarnas lagtävling i florett    |
| 2      | Sergej Bida Sergej Chodos Pavel Suchov Nikita Glazkov                                                                                           | Fäktning   | Herrarnas lagtävling i värja      |
| 2      | Anastasija Iljankova | Gymnastik  | Damernas barr                     |
| 2      | Denis Abljazin | Gymnastik  | Herrarnas hopp                    |
| 2      | Dina Averina | Gymnastik  | Individuell mångkamp              |
| 2      | Anastasija Bliznjuk Anastasija Maksimova Angelina Sjkatova Anastasija Tatareva Alisa Tisjtjenko                                                 | Gymnastik  | Truppmångkamp                     |
| 2      | ROC:s damlandslag i handboll | Handboll   | Damernas turnering                |
| 2      | Hanna Prakatsen | Rodd       | Damernas singelsculler            |
| 2      | Vasilisa Stepanova Jelena Orjabinskaja | Rodd       | Damernas tvåa utan styrman        |
| 2      | Kliment Kolesnikov | Simning    | Herrarnas 100 m ryggsim           |
| 2      | Martin Maljutin Ivan Girev Jevgenij Rylov Michail Dovgaljuk                                                                                     | Simning    | Herrarnas 4x200 m frisim          |
| 2      | Anastasija Galasjina | Skytte     | Damernas 10 m luftgevär           |
| 2      | Julija Zykova | Skytte     | Damernas 50 m gevär               |
| 2      | Sergej Kamenskij | Skytte     | Herrarnas 50 m gevär              |
| 2      | Vitalina Batsarasjkina Artiom Tjernousov | Skytte     | Mixedlag i luftpistol             |
| 2      | Tatjana Minina | Taekwondo  | Damernas -57 kg                   |
| 2      | Karen Chatjanov | Tennis     | Herrsingel                        |
| 2      | Jelena Vesnina Aslan Karatsev | Tennis     | Mixeddubbel                       |
| 2      | Vjatjeslav Krasilnikov Oleg Stojanovskij | Volleyboll | Herrarnas beachvolley             |
| 2      | ROC:s herrlandslag i volleyboll | Volleyboll | Herrarnas turnering               |
| 3      | Zemfira Magomedalijeva | Boxning    | Damernas mellanvikt               |
| 3      | Andrej Zamkovoj | Boxning    | Herrarnas weltervikt              |
| 3      | Gleb Baksji | Boxning    | Herrarnas mellanvikt              |
| 3      | Imam Chatajev | Boxning    | Herrarnas lätt tungvikt           |
| 3      | Gadzjimurad Rasjidov | Brottning  | Herrarnas 65 kg, fristil          |
| 3      | Artur Najfonov | Brottning  | Herrarnas 86 kg, fristil          |
| 3      | Sergej Jemelin | Brottning  | Herrarnas 60 kg, grekisk-romersk  |
| 3      | Sergej Semenov | Brottning  | Herrarnas 130 kg, grekisk-romersk |
| 3      | Darja Sjmeljova Anastasia Vojnova | Cykling    | Damernas lagsprint                |
| 3      | Gulnaz Chatuntseva Maria Novolodskaja | Cykling    | Damernas madison                  |
| 3      | Larisa Korobejnikova | Fäktning   | Damernas florett                  |
| 3      | Angelina Melnikova | Gymnastik  | Damernas mångkamp                 |
| 3      | Angelina Melnikova | Gymnastik  | Damernas fristående               |
| 3      | Nikita Nagornyj | Gymnastik  | Herrarnas mångkamp                |
| 3      | Nikita Nagornyj | Gymnastik  | Herrarnas räck                    |
| 3      | Madina Tajmazov | Judo       | Damernas mellanvikt               |
| 3      | Nijaz Iljasov | Judo       | Herrarnas halv tungvikt           |
| 3      | Tamerlan Basjajev | Judo       | Herrarnas tungvikt                |
| 3      | Aleksandr Bondar Viktor Minibajev | Simhopp    | Herrarnas parhoppning 10m         |
| 3      | Kliment Kolesnikov | Simning    | Herrarnas 100 m frisim            |
| 3      | Julija Karimova | Skytte     | Damernas 50 m gevär               |
| 3      | Julija Karimova Sergej Kamenskij | Skytte     | Mixedlag i luftgevär              |
| 3      | Michail Artamonov | Taekwondo  | Herrarnas -58 kg                  |

## Badminton
Fyra ryska badmintonspelare kvalificerade sig genom sina platser på Badminton World Federations världsranking.
| Spelare                      | Gren       | Gruppspel                                 | Gruppspel                              | Gruppspel                              | Gruppspel | Eliminering       | Kvartsfinal       | Semifinal         | Final / BM        | Final / BM       |
| Spelare                      | Gren       | Motståndare Poäng                         | Motståndare Poäng                      | Motståndare Poäng                      | Placering | Motståndare Poäng | Motståndare Poäng | Motståndare Poäng | Motståndare Poäng | Placering        |
| ---------------------------- | ---------- | ----------------------------------------- | -------------------------------------- | -------------------------------------- | --------- | ----------------- | ----------------- | ----------------- | ----------------- | ---------------- |
| Jevgenija Kosetskaja         | Damsingel  | Li (GER) W (22–20, 21–15)                 | Okuhara (JPN) L (6–21, 16–21)          | i.u.                                   | 2         | Gick inte vidare  | Gick inte vidare  | Gick inte vidare  | Gick inte vidare  | Gick inte vidare |
| Sergej Sirant                | Herrsingel | Krausz (HUN) W (21–18, 21–18)             | Ginting (INA) (12–21, 10–21)           | i.u.                                   | 2         | Gick inte vidare  | Gick inte vidare  | Gick inte vidare  | Gick inte vidare  | Gick inte vidare |
| Vladimir Ivanov Ivan Sozonov | Herrdubbel | Astrup / Rasmussen (DEN) L (13–21, 18–21) | Endo / Watanabe (JPN) L (19–21, 19–21) | Olofua / Opeyori (NGR) W (21–8, 21–10) | 3         | i.u.              | Gick inte vidare  | Gick inte vidare  | Gick inte vidare  | Gick inte vidare |

## Basket
De båda ryska landslagen i 3x3 kvalificerade sig genom sin plats på FIBA:s världsranking.

### Damer
Gruppspel
| Nr | Lag       | S | V | O | F | PF  | PM  | PS  | P  |
| -- | --------- | - | - | - | - | --- | --- | --- | -- |
| 1  | USA       | 7 | 6 | 0 | 1 | 136 | 98  | +38 | 12 |
| 2  | ROC       | 7 | 5 | 0 | 2 | 129 | 90  | +39 | 10 |
| 3  | Kina      | 7 | 5 | 0 | 2 | 127 | 97  | +30 | 10 |
| 4  | Japan     | 7 | 5 | 0 | 2 | 130 | 97  | +33 | 10 |
| 5  | Frankrike | 7 | 4 | 0 | 3 | 118 | 116 | +2  | 8  |
| 6  | Italien   | 7 | 2 | 0 | 5 | 98  | 125 | −27 | 4  |
| 7  | Rumänien  | 7 | 1 | 0 | 6 | 89  | 142 | −53 | 2  |
| 8  | Mongoliet | 7 | 0 | 0 | 7 | 79  | 141 | −62 | 0  |

| 1 | 24 juli 2021, 10:15 UTC+9 | ROC        | 21 – 18 | Japan       | Aomi Urban Sports Park, Tokyo                    |                                                  |
|   |                           | Frolkina 7 | Rapport | Shinozaki 8 | Domare: Edmund Ho, Hongkong Cecília Tóth, Ungern | Domare: Edmund Ho, Hongkong Cecília Tóth, Ungern |
|   |                           |            |         |             | Domare: Edmund Ho, Hongkong Cecília Tóth, Ungern | Domare: Edmund Ho, Hongkong Cecília Tóth, Ungern |
|   |                           |            |         |             | Domare: Edmund Ho, Hongkong Cecília Tóth, Ungern | Domare: Edmund Ho, Hongkong Cecília Tóth, Ungern |

| 5 | 24 juli 2021, 14:00 UTC+9 | ROC        | 19 – 9  | Kina    | Aomi Urban Sports Park, Tokyo                           |                                                         |
|   |                           | Frolkina 7 | Rapport | Wan J 4 | Domare: Vanessa Devlin, Australien Cecília Tóth, Ungern | Domare: Vanessa Devlin, Australien Cecília Tóth, Ungern |
|   |                           |            |         |         | Domare: Vanessa Devlin, Australien Cecília Tóth, Ungern | Domare: Vanessa Devlin, Australien Cecília Tóth, Ungern |
|   |                           |            |         |         | Domare: Vanessa Devlin, Australien Cecília Tóth, Ungern | Domare: Vanessa Devlin, Australien Cecília Tóth, Ungern |

| 21 | 25 juli 2021, 14:00 UTC+9 | Mongoliet | 5 – 21  | ROC | Aomi Urban Sports Park, Tokyo |  |
|    |                           |           | Rapport |     |                               |  |
|    |                           |           |         |     |                               |  |
|    |                           |           |         |     |                               |  |

| 30 | 25 juli 2021, 21:25 UTC+9 | ROC | 16 – 20 | USA | Aomi Urban Sports Park, Tokyo |  |
|    |                           |     | Rapport |     |                               |  |
|    |                           |     |         |     |                               |  |
|    |                           |     |         |     |                               |  |

| 37 | 26 juli 2021, 14:00 UTC+9 | Rumänien | 12 – 21 | ROC | Aomi Urban Sports Park, Tokyo |  |
|    |                           |          | Rapport |     |                               |  |
|    |                           |          |         |     |                               |  |
|    |                           |          |         |     |                               |  |

| 46 | 26 juli 2021, 21:25 UTC+9 | Frankrike | 17 – 14 | ROC | Aomi Urban Sports Park, Tokyo |  |
|    |                           |           | Rapport |     |                               |  |
|    |                           |           |         |     |                               |  |
|    |                           |           |         |     |                               |  |

| 54 | 27 juli 2021, 17:25 UTC+9 | ROC | 17 – 9  | Italien | Aomi Urban Sports Park, Tokyo |  |
|    |                           |     | Rapport |         |                               |  |
|    |                           |     |         |         |                               |  |
|    |                           |     |         |         |                               |  |

Semifinal
| 63 | 28 juli 2021, 18:10 UTC+9 | Kina | 14 – 21 | ROC | Aomi Urban Sports Park, Tokyo |  |
|    |                           |      | Rapport |     |                               |  |
|    |                           |      |         |     |                               |  |
|    |                           |      |         |     |                               |  |

Final
| 67 | 28 juli 2021, 21:55 UTC+9 | USA      | 18 – 15 | ROC        | Aomi Urban Sports Park, Tokyo                    |                                                  |
|    |                           | Dolson 7 | Rapport | Logunova 6 | Domare: Edmund Ho, Hongkong Cecília Tóth, Ungern | Domare: Edmund Ho, Hongkong Cecília Tóth, Ungern |
|    |                           |          |         |            | Domare: Edmund Ho, Hongkong Cecília Tóth, Ungern | Domare: Edmund Ho, Hongkong Cecília Tóth, Ungern |
|    |                           |          |         |            | Domare: Edmund Ho, Hongkong Cecília Tóth, Ungern | Domare: Edmund Ho, Hongkong Cecília Tóth, Ungern |

### Herrar
Gruppspel
| Nr | Lag           | S | V | O | F | PF  | PM  | PS  | P  |
| -- | ------------- | - | - | - | - | --- | --- | --- | -- |
| 1  | Serbien       | 7 | 7 | 0 | 0 | 138 | 91  | +47 | 14 |
| 2  | Belgien       | 7 | 4 | 0 | 3 | 126 | 127 | −1  | 8  |
| 3  | Nederländerna | 7 | 4 | 0 | 3 | 133 | 129 | +4  | 8  |
| 4  | Lettland      | 7 | 4 | 0 | 3 | 132 | 129 | +3  | 8  |
| 5  | ROC           | 7 | 3 | 0 | 4 | 116 | 125 | −9  | 6  |
| 6  | Japan         | 7 | 2 | 0 | 5 | 123 | 134 | −11 | 4  |
| 7  | Polen         | 7 | 2 | 0 | 5 | 120 | 130 | −10 | 4  |
| 8  | Kina          | 7 | 2 | 0 | 5 | 119 | 142 | −23 | 4  |

| 7 | 24 juli 2021, 15:00 UTC+9 | ROC      | 21 – 13 | Kina | Aomi Urban Sports Park, Tokyo                 |                                               |
|   |                           | Zujev 12 | Rapport | Hu 6 | Domare: Glenn Tuitt, USA Cecília Tóth, Ungern | Domare: Glenn Tuitt, USA Cecília Tóth, Ungern |
|   |                           |          |         |      | Domare: Glenn Tuitt, USA Cecília Tóth, Ungern | Domare: Glenn Tuitt, USA Cecília Tóth, Ungern |
|   |                           |          |         |      | Domare: Glenn Tuitt, USA Cecília Tóth, Ungern | Domare: Glenn Tuitt, USA Cecília Tóth, Ungern |

| 15 | 24 juli 2021, 22:00 UTC+9 | Nederländerna   | 18 – 15 | ROC         | Aomi Urban Sports Park, Tokyo                              |                                                            |
|    |                           | van der Horst 9 | Rapport | Karpenkov 6 | Domare: Jasmina Juras, Serbien Markos Michaelides, Schweiz | Domare: Jasmina Juras, Serbien Markos Michaelides, Schweiz |
|    |                           |                 |         |             | Domare: Jasmina Juras, Serbien Markos Michaelides, Schweiz | Domare: Jasmina Juras, Serbien Markos Michaelides, Schweiz |
|    |                           |                 |         |             | Domare: Jasmina Juras, Serbien Markos Michaelides, Schweiz | Domare: Jasmina Juras, Serbien Markos Michaelides, Schweiz |

| 19 | 25 juli 2021, 11:35 UTC+9 | ROC | 16 – 21 | Belgien | Aomi Urban Sports Park, Tokyo |  |
|    |                           |     | Rapport |         |                               |  |
|    |                           |     |         |         |                               |  |
|    |                           |     |         |         |                               |  |

| 27 | 25 juli 2021, 18:40 UTC+9 | ROC | 16 – 21 | Polen | Aomi Urban Sports Park, Tokyo |  |
|    |                           |     | Rapport |       |                               |  |
|    |                           |     |         |       |                               |  |
|    |                           |     |         |       |                               |  |

| 39 | 26 juli 2021, 15:00 UTC+9 | Japan | 16 – 19 | ROC | Aomi Urban Sports Park, Tokyo |  |
|    |                           |       | Rapport |     |                               |  |
|    |                           |       |         |     |                               |  |
|    |                           |       |         |     |                               |  |

| 47 | 26 juli 2021, 22:00 UTC+9 | ROC | 19 – 15 | Lettland | Aomi Urban Sports Park, Tokyo |  |
|    |                           |     | Rapport |          |                               |  |
|    |                           |     |         |          |                               |  |
|    |                           |     |         |          |                               |  |

| 55 | 27 juli 2021, 18:00 UTC+9 | Serbien | 21 – 10 | ROC | Aomi Urban Sports Park, Tokyo |  |
|    |                           |         | Rapport |     |                               |  |
|    |                           |         |         |     |                               |  |
|    |                           |         |         |     |                               |  |

Kvartsfinal
| 58 | 27 juli 2021, 21:00 UTC+9 | Nederländerna   | 19 – 21 | ROC     | Aomi Urban Sports Park, Tokyo                           |                                                         |
|    |                           | van der Horst 8 | Rapport | Zujev 9 | Domare: Edmond Ho, Hongkong Markos Michaelides, Schweiz | Domare: Edmond Ho, Hongkong Markos Michaelides, Schweiz |
|    |                           |                 |         |         | Domare: Edmond Ho, Hongkong Markos Michaelides, Schweiz | Domare: Edmond Ho, Hongkong Markos Michaelides, Schweiz |
|    |                           |                 |         |         | Domare: Edmond Ho, Hongkong Markos Michaelides, Schweiz | Domare: Edmond Ho, Hongkong Markos Michaelides, Schweiz |

Semifinal
| 62 | 28 juli 2021, 17:30 UTC+9 | Serbien | 10 – 21 | ROC | Aomi Urban Sports Park, Tokyo |  |
|    |                           |         | Rapport |     |                               |  |
|    |                           |         |         |     |                               |  |
|    |                           |         |         |     |                               |  |

Final
| 68 | 28 juli 2021, 22:25 UTC+9 | ROC | 18 – 21 | Lettland | Aomi Urban Sports Park, Tokyo                              |                                                            |
|    |                           |     | Rapport |          | Domare: Jasmina Juras, Serbien Markos Michaelides, Schweiz | Domare: Jasmina Juras, Serbien Markos Michaelides, Schweiz |
|    |                           |     |         |          | Domare: Jasmina Juras, Serbien Markos Michaelides, Schweiz | Domare: Jasmina Juras, Serbien Markos Michaelides, Schweiz |
|    |                           |     |         |          | Domare: Jasmina Juras, Serbien Markos Michaelides, Schweiz | Domare: Jasmina Juras, Serbien Markos Michaelides, Schweiz |

## Handboll
ROC:s damlandslag i handboll tog en plats i den olympiska turneringen genom att bli tvåa på en av de olympiska kvalturneringarna i mars 2021.
Spelartrupp
| \| \| Pos. \| Namn \| Ålder \| \| Klubb \| \| -- \| ---- \| ------------------------------- \| ------------------ \| \| ----------- \| \| 1 \| MV \| Anna Sedojkina (ROC) \| 36 år (1984-08-01) \| \| CSKA Moscow \| \| 2 \| V6 \| Polina Kuznetsova (ROC) \| 33 år (1987-10-06) \| \| Rostov-Don \| \| 3 \| V6 \| Polina Gorsjkova (ROC) \| 31 år (1989-11-22) \| \| CSKA Moscow \| \| 7 \| M9 \| Darja Dmitrijeva (ROC) \| 25 år (1995-08-09) \| \| CSKA Moscow \| \| 8 \| V9 \| Anna Sen (ROC) \| 31 år (1990-03-12) \| \| Rostov-Don \| \| 13 \| H9 \| Anna Vjachireva (ROC) \| 26 år (1995-03-13) \| \| Rostov-Don \| \| 14 \| V9 \| Polina Vedjochina (ROC) \| 27 år (1994-01-06) \| \| CSKA Moscow \| \| 17 \| V9 \| Vladlena Bobrovnikova (ROC) \| 33 år (1987-10-24) \| \| Rostov-Don \| \| 19 \| M6 \| Ksenija Makejeva (ROC) \| 30 år (1990-09-19) \| \| Rostov-Don \| \| 23 \| V9 \| Jelena Mikhajlitsjenko (ROC) \| 19 år (2001-09-14) \| \| CSKA Moscow \| \| 25 \| H6 \| Olga Fomina (ROC) \| 32 år (1989-04-07) \| \| HC Lada \| \| 33 \| M9 \| Jekaterina Ilina (ROC) \| 30 år (1991-03-07) \| \| CSKA Moscow \| \| 36 \| H6 \| Julija Managarova (ROC) \| 32 år (1988-09-27) \| \| Rostov-Don \| \| 39 \| H9 \| Antonina Skorobogattjenko (ROC) \| 22 år (1999-02-14) \| \| CSKA Moscow \| \| 88 \| MV \| Victorija Kalinina (ROC) \| 32 år (1988-12-08) \| \| Rostov-Don \| | Förbundskapten(-er): Alexey Alekseev                                                                              |                                 |                    |          |             |
| \| \| Pos. \| Namn \| Ålder \| \| Klubb \| \| -- \| ---- \| ------------------------------- \| ------------------ \| \| ----------- \| \| 1 \| MV \| Anna Sedojkina (ROC) \| 36 år (1984-08-01) \| \| CSKA Moscow \| \| 2 \| V6 \| Polina Kuznetsova (ROC) \| 33 år (1987-10-06) \| \| Rostov-Don \| \| 3 \| V6 \| Polina Gorsjkova (ROC) \| 31 år (1989-11-22) \| \| CSKA Moscow \| \| 7 \| M9 \| Darja Dmitrijeva (ROC) \| 25 år (1995-08-09) \| \| CSKA Moscow \| \| 8 \| V9 \| Anna Sen (ROC) \| 31 år (1990-03-12) \| \| Rostov-Don \| \| 13 \| H9 \| Anna Vjachireva (ROC) \| 26 år (1995-03-13) \| \| Rostov-Don \| \| 14 \| V9 \| Polina Vedjochina (ROC) \| 27 år (1994-01-06) \| \| CSKA Moscow \| \| 17 \| V9 \| Vladlena Bobrovnikova (ROC) \| 33 år (1987-10-24) \| \| Rostov-Don \| \| 19 \| M6 \| Ksenija Makejeva (ROC) \| 30 år (1990-09-19) \| \| Rostov-Don \| \| 23 \| V9 \| Jelena Mikhajlitsjenko (ROC) \| 19 år (2001-09-14) \| \| CSKA Moscow \| \| 25 \| H6 \| Olga Fomina (ROC) \| 32 år (1989-04-07) \| \| HC Lada \| \| 33 \| M9 \| Jekaterina Ilina (ROC) \| 30 år (1991-03-07) \| \| CSKA Moscow \| \| 36 \| H6 \| Julija Managarova (ROC) \| 32 år (1988-09-27) \| \| Rostov-Don \| \| 39 \| H9 \| Antonina Skorobogattjenko (ROC) \| 22 år (1999-02-14) \| \| CSKA Moscow \| \| 88 \| MV \| Victorija Kalinina (ROC) \| 32 år (1988-12-08) \| \| Rostov-Don \| | Positioner: MV - Målvakt V6 - Vänstersexa V9 - Vänsternia M6 - Mittsexa M9 - Mittnia H6 - Högersexa H9 - Högernia |                                 |                    |          |             |
| \| \| Pos. \| Namn \| Ålder \| \| Klubb \| \| -- \| ---- \| ------------------------------- \| ------------------ \| \| ----------- \| \| 1 \| MV \| Anna Sedojkina (ROC) \| 36 år (1984-08-01) \| \| CSKA Moscow \| \| 2 \| V6 \| Polina Kuznetsova (ROC) \| 33 år (1987-10-06) \| \| Rostov-Don \| \| 3 \| V6 \| Polina Gorsjkova (ROC) \| 31 år (1989-11-22) \| \| CSKA Moscow \| \| 7 \| M9 \| Darja Dmitrijeva (ROC) \| 25 år (1995-08-09) \| \| CSKA Moscow \| \| 8 \| V9 \| Anna Sen (ROC) \| 31 år (1990-03-12) \| \| Rostov-Don \| \| 13 \| H9 \| Anna Vjachireva (ROC) \| 26 år (1995-03-13) \| \| Rostov-Don \| \| 14 \| V9 \| Polina Vedjochina (ROC) \| 27 år (1994-01-06) \| \| CSKA Moscow \| \| 17 \| V9 \| Vladlena Bobrovnikova (ROC) \| 33 år (1987-10-24) \| \| Rostov-Don \| \| 19 \| M6 \| Ksenija Makejeva (ROC) \| 30 år (1990-09-19) \| \| Rostov-Don \| \| 23 \| V9 \| Jelena Mikhajlitsjenko (ROC) \| 19 år (2001-09-14) \| \| CSKA Moscow \| \| 25 \| H6 \| Olga Fomina (ROC) \| 32 år (1989-04-07) \| \| HC Lada \| \| 33 \| M9 \| Jekaterina Ilina (ROC) \| 30 år (1991-03-07) \| \| CSKA Moscow \| \| 36 \| H6 \| Julija Managarova (ROC) \| 32 år (1988-09-27) \| \| Rostov-Don \| \| 39 \| H9 \| Antonina Skorobogattjenko (ROC) \| 22 år (1999-02-14) \| \| CSKA Moscow \| \| 88 \| MV \| Victorija Kalinina (ROC) \| 32 år (1988-12-08) \| \| Rostov-Don \| | |                                 |                    |          |             |
| | Pos. | Namn                            | Ålder              |          | Klubb       |
| 1 | MV | Anna Sedojkina (ROC)            | 36 år (1984-08-01) | Ryssland | CSKA Moscow |
| 2 | V6 | Polina Kuznetsova (ROC)         | 33 år (1987-10-06) | Ryssland | Rostov-Don  |
| 3 | V6 | Polina Gorsjkova (ROC)          | 31 år (1989-11-22) | Ryssland | CSKA Moscow |
| 7 | M9 | Darja Dmitrijeva (ROC)          | 25 år (1995-08-09) | Ryssland | CSKA Moscow |
| 8 | V9 | Anna Sen (ROC)                  | 31 år (1990-03-12) | Ryssland | Rostov-Don  |
| 13 | H9 | Anna Vjachireva (ROC)           | 26 år (1995-03-13) | Ryssland | Rostov-Don  |
| 14 | V9 | Polina Vedjochina (ROC)         | 27 år (1994-01-06) | Ryssland | CSKA Moscow |
| 17 | V9 | Vladlena Bobrovnikova (ROC)     | 33 år (1987-10-24) | Ryssland | Rostov-Don  |
| 19 | M6 | Ksenija Makejeva (ROC)          | 30 år (1990-09-19) | Ryssland | Rostov-Don  |
| 23 | V9 | Jelena Mikhajlitsjenko (ROC)    | 19 år (2001-09-14) | Ryssland | CSKA Moscow |
| 25 | H6 | Olga Fomina (ROC)               | 32 år (1989-04-07) | Ryssland | HC Lada     |
| 33 | M9 | Jekaterina Ilina (ROC)          | 30 år (1991-03-07) | Ryssland | CSKA Moscow |
| 36 | H6 | Julija Managarova (ROC)         | 32 år (1988-09-27) | Ryssland | Rostov-Don  |
| 39 | H9 | Antonina Skorobogattjenko (ROC) | 22 år (1999-02-14) | Ryssland | CSKA Moscow |
| 88 | MV | Victorija Kalinina (ROC)        | 32 år (1988-12-08) | Ryssland | Rostov-Don  |

Gruppspel
| Lag       | S | V | O | F | GM  | IM  | MS  | P |
| --------- | - | - | - | - | --- | --- | --- | - |
| Sverige   | 5 | 3 | 1 | 1 | 152 | 133 | +19 | 7 |
| ROC       | 5 | 3 | 1 | 1 | 148 | 149 | −1  | 7 |
| Frankrike | 5 | 2 | 1 | 2 | 139 | 135 | +4  | 5 |
| Ungern    | 5 | 2 | 0 | 3 | 142 | 149 | −7  | 4 |
| Spanien   | 5 | 2 | 0 | 3 | 135 | 142 | −7  | 4 |
| Brasilien | 5 | 1 | 1 | 3 | 133 | 141 | −8  | 3 |

|       | 25 juli 2021 | ROC     | 24 – 24           | Brasilien  | Yoyogi National Gymnasium, Tokyo |                               |
| 11:00 | 11:00        | Ilina 6 | (14 – 12) Rapport | De Paula 7 | Domare: Fonseca, Santos (POR)    | Domare: Fonseca, Santos (POR) |
| 11:00 | 11:00        |         |                   |            | Domare: Fonseca, Santos (POR)    | Domare: Fonseca, Santos (POR) |
| 11:00 | 11:00        |         |                   |            | Domare: Fonseca, Santos (POR)    | Domare: Fonseca, Santos (POR) |

|       | 27 juli 2021 | Sverige     | 36 – 24          | ROC          | Yoyogi National Gymnasium, Tokyo |                                  |
| 14:15 | 14:15        | Strömberg 8 | (15 – 9) Rapport | Vedjochina 5 | Domare: El-Saied, El-Saied (EGY) | Domare: El-Saied, El-Saied (EGY) |
| 14:15 | 14:15        |             |                  |              | Domare: El-Saied, El-Saied (EGY) | Domare: El-Saied, El-Saied (EGY) |
| 14:15 | 14:15        |             |                  |              | Domare: El-Saied, El-Saied (EGY) | Domare: El-Saied, El-Saied (EGY) |

|       | 29 juli 2021 | Ungern    | 31 – 38           | ROC          | Yoyogi National Gymnasium, Tokyo |                              |
| 19:30 | 19:30        | Klujber 9 | (17 – 22) Rapport | Dmitrijeva 7 | Domare: Brunner, Salah (SUI)     | Domare: Brunner, Salah (SUI) |
| 19:30 | 19:30        |           |                   |              | Domare: Brunner, Salah (SUI)     | Domare: Brunner, Salah (SUI) |
| 19:30 | 19:30        |           |                   |              | Domare: Brunner, Salah (SUI)     | Domare: Brunner, Salah (SUI) |

|       | 31 juli 2021 | ROC     | 28 – 27           | Frankrike | Yoyogi National Gymnasium, Tokyo |                              |
| 14:15 | 14:15        | Ilina 9 | (15 – 17) Rapport | Pineau 9  | Domare: Hansen, Madsen (DEN)     | Domare: Hansen, Madsen (DEN) |
| 14:15 | 14:15        |         |                   |           | Domare: Hansen, Madsen (DEN)     | Domare: Hansen, Madsen (DEN) |
| 14:15 | 14:15        |         |                   |           | Domare: Hansen, Madsen (DEN)     | Domare: Hansen, Madsen (DEN) |

|       | 2 augusti 2021 | Spanien | 31 – 34           | ROC          | Yoyogi National Gymnasium, Tokyo |                              |
| 14:15 | 14:15          | López 7 | (17 – 18) Rapport | Vjachireva 7 | Domare: Hansen, Madsen (DEN)     | Domare: Hansen, Madsen (DEN) |
| 14:15 | 14:15          |         |                   |              | Domare: Hansen, Madsen (DEN)     | Domare: Hansen, Madsen (DEN) |
| 14:15 | 14:15          |         |                   |              | Domare: Hansen, Madsen (DEN)     | Domare: Hansen, Madsen (DEN) |

Kvartsfinal
|      | 4 augusti 2021 | Montenegro   | 26 – 32           | ROC          | Yoyogi National Gymnasium, Tokyo  |                                   |
| 9:30 | 9:30           | Radičević 10 | (15 – 17) Rapport | Vjachireva 8 | Domare: Kurtagic, Wetterwik (SWE) | Domare: Kurtagic, Wetterwik (SWE) |
| 9:30 | 9:30           |              |                   |              | Domare: Kurtagic, Wetterwik (SWE) | Domare: Kurtagic, Wetterwik (SWE) |
| 9:30 | 9:30           |              |                   |              | Domare: Kurtagic, Wetterwik (SWE) | Domare: Kurtagic, Wetterwik (SWE) |

Semifinal
|       | 6 augusti 2021 | Norge   | 26 – 27           | ROC          | Yoyogi National Gymnasium, Tokyo       |                                        |
| 21:00 | 21:00          | Mørk 10 | (11 – 14) Rapport | Vjachireva 9 | Domare: Bonaventura, Bonaventura (FRA) | Domare: Bonaventura, Bonaventura (FRA) |
| 21:00 | 21:00          |         |                   |              | Domare: Bonaventura, Bonaventura (FRA) | Domare: Bonaventura, Bonaventura (FRA) |
| 21:00 | 21:00          |         |                   |              | Domare: Bonaventura, Bonaventura (FRA) | Domare: Bonaventura, Bonaventura (FRA) |

Final
|       | 8 augusti 2021 | ROC          | 25 – 30           | Frankrike       | Yoyogi National Gymnasium, Tokyo |                        |
| 15:00 | 15:00          | Vedjochina 7 | (13 – 15) Rapport | Foppa, Pineau 7 | Domare: Lah, Sok (SLO)           | Domare: Lah, Sok (SLO) |
| 15:00 | 15:00          |              |                   |                 | Domare: Lah, Sok (SLO)           | Domare: Lah, Sok (SLO) |
| 15:00 | 15:00          |              |                   |                 | Domare: Lah, Sok (SLO)           | Domare: Lah, Sok (SLO) |

## Judo
Tretton ryska idrottare tävlade i judo vid sommarspelen 2020.
Damer
| Idrottare             | Gren   | Omgång 1               | Omgång 2              | Kvartsfinal             | Semifinal            | Återkval             | Final / BM           | Final / BM       |
| Idrottare             | Gren   | Motståndare Resultat   | Motståndare Resultat  | Motståndare Resultat    | Motståndare Resultat | Motståndare Resultat | Motståndare Resultat | Placering        |
| --------------------- | ------ | ---------------------- | --------------------- | ----------------------- | -------------------- | -------------------- | -------------------- | ---------------- |
| Irina Dolgova         | -49 kg | Bhatta (NEP) W 10–00   | Lin (TPE) L 00–01     | Gick inte vidare        | Gick inte vidare     | Gick inte vidare     | Gick inte vidare     | Gick inte vidare |
| Natalia Kuziutina     | -52 kg | Jiménez (PAN) W 10–00  | Park (KOR) L 00–01    | Gick inte vidare        | Gick inte vidare     | Gick inte vidare     | Gick inte vidare     | Gick inte vidare |
| Darja Mezjetskaja     | -57 kg | Lu (CHN) L 01–10       | Gick inte vidare      | Gick inte vidare        | Gick inte vidare     | Gick inte vidare     | Gick inte vidare     | Gick inte vidare |
| Darja Davydova        | −63 kg | Barrios (VEN) L 00–10  | Gick inte vidare      | Gick inte vidare        | Gick inte vidare     | Gick inte vidare     | Gick inte vidare     | Gick inte vidare |
| Madina Tajmazova      | −70 kg | Bernabéu (ESP) W 01–00 | Portela (BRA) W 01–00 | Teltsidou (GRE) W 10–00 | Arai (JPN) L 00–10   | bye                  | Matić (CRO) W 01–00  | 3                |
| Aleksandra Babintseva | −78 kg | Branser (COD) W 10–01  | Kuka (KOS) W 01–00    | Hamada (JPN) L 00–11    | Gick inte vidare     | Aguiar (BRA) L 00–10 | Gick inte vidare     | Gick inte vidare |

Herrar
| Idrottare           | Gren    | Omgång 1             | Omgång 2                  | Omgång 3                     | Kvartsfinal                   | Semifinal                 | Återkval             | Final / BM                 | Final / BM       |
| Idrottare           | Gren    | Motståndare Resultat | Motståndare Resultat      | Motståndare Resultat         | Motståndare Resultat          | Motståndare Resultat      | Motståndare Resultat | Motståndare Resultat       | Placering        |
| ------------------- | ------- | -------------------- | ------------------------- | ---------------------------- | ----------------------------- | ------------------------- | -------------------- | -------------------------- | ---------------- |
| Robert Msjvidobadze | −60 kg  | i.u.                 | bye                       | Tsjakadoea (NED) L 00–01     | Gick inte vidare              | Gick inte vidare          | Gick inte vidare     | Gick inte vidare           | Gick inte vidare |
| Jakub Sjamilov      | −66 kg  | i.u.                 | Seidl (GER) W 10–00       | Margvelasjvili (GEO) L 00–01 | Gick inte vidare              | Gick inte vidare          | Gick inte vidare     | Gick inte vidare           | Gick inte vidare |
| Musa Mogusjkov      | −73 kg  | bye                  | Orujov (AZE) L 00–01      | Gick inte vidare             | Gick inte vidare              | Gick inte vidare          | Gick inte vidare     | Gick inte vidare           | Gick inte vidare |
| Alan Chubetsov      | −81 kg  | bye                  | Zolojev (KGZ) W 10–00     | Valois-Fortier (CAN) W 01–00 | Casse (BEL) L 00–01           | Gick inte vidare          | Ressel (GER) L 00–10 | Gick inte vidare           | Gick inte vidare |
| Michail Igolnikov   | −90 kg  | bye                  | Dossou Yovo (BEN) W 10–00 | Mehdijev (AZE) W 01–00       | Sherazadisjvili (ESP) W 10–00 | Bekauri (GEO) L 00–01     | bye                  | Tóth (HUN) L 00–01         | 5                |
| Nijaz Iljasov       | −100 kg | i.u.                 | bye                       | Cirjenics (HUN) W 10–00      | Fonseca (POR) L 00–01         | Gick inte vidare          | Frey (GER) W 01–00   | Liparteliani (GEO) W 01–00 | 3                |
| Tamerlan Basjajev   | +100 kg | i.u.                 | bye                       | Ndiaye (SEN) W 10–00         | Riner (FRA) W 01–00           | Tushisjvili (GEO) L 01–11 | bye                  | Chammo (UKR) W 10–00       | 3                |

Mixlag
| Idrottare                                                                                                   | Gren | Inledande omgång     | Kvartsfinal          | Semifinal            | Återkval             | Final / BM           | Final / BM |
| Idrottare                                                                                                   | Gren | Motståndare Resultat | Motståndare Resultat | Motståndare Resultat | Motståndare Resultat | Motståndare Resultat | Placering  |
| --- | ---- | -------------------- | -------------------- | -------------------- | -------------------- | -------------------- | ---------- |
| Aleksandra Babintseva Tamerlan Basjajev Michail Igolnikov Darja Mezjetskaja Musa Mogusjkov Madina Tajmazova | Lag  | bye                  | Mongoliet W 4–2      | Japan L 0–4          | bye                  | Israel L 1–4         | 5          |

## Simning
37 simmare tävlade för ROC under spelen.
Damer
| Idrottare                                                                                                 | Gren             | Heat     | Heat | Semifinal        | Semifinal        | Final            | Final            |
| Idrottare                                                                                                 | Gren             | Tid      | Pl.  | Tid              | Pl.              | Tid              | Pl.              |
| --- | ---------------- | -------- | ---- | ---------------- | ---------------- | ---------------- | ---------------- |
| Veronika Andrusenko                                                                                       | 200 m frisim     | 1.59,17  | 21   | Gick inte vidare | Gick inte vidare | Gick inte vidare | Gick inte vidare |
| Anastasija Fesikova                                                                                       | 100 m ryggsim    | 59,92    | 13 Q | 1.00,20          | =14              | Gick inte vidare | Gick inte vidare |
| Julija Jefimova                                                                                           | 100 m bröstsim   | 1.06,21  | 8 Q  | 1.06,34          | 5 Q              | 1.06,02          | 5                |
| Anna Jegorova                                                                                             | 400 m frisim     | 4.08,24  | 15   | i.u.             | i.u.             | Gick inte vidare | Gick inte vidare |
| Anna Jegorova                                                                                             | 800 m frisim     | DNS      | DNS  | i.u.             | i.u.             | Gick inte vidare | Gick inte vidare |
| Marija Kameneva                                                                                           | 50 m frisim      | 24,83    | 19   | Gick inte vidare | Gick inte vidare | Gick inte vidare | Gick inte vidare |
| Marija Kameneva                                                                                           | 100 m frisim     | 53,92    | 20   | Gick inte vidare | Gick inte vidare | Gick inte vidare | Gick inte vidare |
| Marija Kameneva                                                                                           | 100 m ryggsim    | 59,88    | 10 Q | 59,49            | 10               | Gick inte vidare | Gick inte vidare |
| Anastasija Kirpitjnikova                                                                                  | 400 m frisim     | 4.08,01  | 14   | i.u.             | i.u.             | Gick inte vidare | Gick inte vidare |
| Anastasija Kirpitjnikova                                                                                  | 800 m frisim     | 8.18,77  | 5 Q  | i.u.             | i.u.             | 8.26,30          | 8                |
| Anastasija Kirpitjnikova                                                                                  | 1500 m frisim    | 15.50,22 | 5 Q  | i.u.             | i.u.             | 16.00,38         | 7                |
| Valerija Salamatina                                                                                       | 200 m frisim     | 1.58,33  | 16 Q | 1.58,98          | 15               | Gick inte vidare | Gick inte vidare |
| Arina Surkova                                                                                             | 50 m frisim      | 24,52    | 9 Q  | 24,57            | 10               | Gick inte vidare | Gick inte vidare |
| Arina Surkova                                                                                             | 100 m fjärilsim  | 58,02    | 14 Q | 57,72            | 14               | Gick inte vidare | Gick inte vidare |
| Marija Temnikova                                                                                          | 200 m bröstsim   | 2.23,13  | 7 Q  | 2.24,69          | 11               | Gick inte vidare | Gick inte vidare |
| Svetlana Tjimrova                                                                                         | 100 m fjärilsim  | 58,04    | 15 Q | 57,54            | 11               | Gick inte vidare | Gick inte vidare |
| Svetlana Tjimrova                                                                                         | 200 m fjärilsim  | 2.08,84  | 6 Q  | 2.08,62          | 7 Q              | 2.07,70          | 5                |
| Jevgenija Tjikunova                                                                                       | 100 m bröstsim   | 1.06,16  | 6 Q  | 1.06,47          | 6 Q              | 1.05,90          | 4                |
| Jevgenija Tjikunova                                                                                       | 200 m bröstsim   | 2.22,16  | 3 Q  | 2.20,57          | 2 Q              | 2.20,88          | 4                |
| Darja K Ustinova                                                                                          | 200 m ryggsim    | 2.13,72  | 22   | Gick inte vidare | Gick inte vidare | Gick inte vidare | Gick inte vidare |
| Veronika Andrusenko Elizaveta Klevanovitj Darja S Ustinova Arina Surkova                                  | 4 × 100 m frisim | 3.38,25  | 11   | i.u.             | i.u.             | Gick inte vidare | Gick inte vidare |
| Veronika Andrusenko Anna Jegorova Anastasija Guzjenkova Valerija Salamatina                               | 4 × 200 m frisim | 7.52,04  | 5 Q  | i.u.             | i.u.             | 7.52,15          | 5                |
| Jevgenija Tjikunova Svetlana Tjimrova Marija Kameneva Arina Surkova Anastasija Fesikova* Julija Jefimova* | 4 × 100 m medley | 3.57,36  | 7 Q  | i.u.             | i.u.             | 3.56,93          | 7                |

Herrar
| Idrottare | Gren             | Heat     | Heat | Semifinal        | Semifinal        | Final            | Final            |
| Idrottare | Gren             | Tid      | Pl.  | Tid              | Pl.              | Tid              | Pl.              |
| --- | ---------------- | -------- | ---- | ---------------- | ---------------- | ---------------- | ---------------- |
| Ilja Druzjinin | 800 m frisim     | 8.01,47  | 30   | i.u.             | i.u.             | Gick inte vidare | Gick inte vidare |
| Ivan Girev | 200 m frisim     | 1.47,11  | 22   | Gick inte vidare | Gick inte vidare | Gick inte vidare | Gick inte vidare |
| Aleksandr Jegorov | 400 m frisim     | 3.47,71  | 17   | i.u.             | i.u.             | Gick inte vidare | Gick inte vidare |
| Aleksandr Jegorov | 800 m frisim     | 7.49,97  | 13   | i.u.             | i.u.             | Gick inte vidare | Gick inte vidare |
| Aleksandr Jegorov | 1500 m frisim    | 15.06,55 | 19   | i.u.             | i.u.             | Gick inte vidare | Gick inte vidare |
| Kliment Kolesnikov | 50 m frisim      | 21,88    | 10 Q | 21,82            | =9               | Gick inte vidare | Gick inte vidare |
| Kliment Kolesnikov | 100 m frisim     | 47,89    | 5 Q  | 47,11 0AR0       | 1 Q              | 47,44            | 3                |
| Kliment Kolesnikov | 100 m ryggsim    | 52,15    | 1 Q  | 52,29            | 2 Q              | 52,00            | 2                |
| Aleksandr Kudasjev | 200 m fjärilsim  | 1.55,54  | 12 Q | 1.55,51          | 12               | Gick inte vidare | Gick inte vidare |
| Martin Maljutin | 200 m frisim     | 1.45,50  | 6 Q  | 1.45,45          | 5 Q              | 1.45,01          | 5                |
| Martin Maljutin | 400 m frisim     | 3.49,49  | 22   | i.u.             | i.u.             | Gick inte vidare | Gick inte vidare |
| Kirill Martynytjev | 1500 m frisim    | 14.52,66 | 8 Q  | i.u.             | i.u.             | 14.55,85         | 6                |
| Andrej Minakov | 100 m frisim     | 48,00    | 7 Q  | 48,03            | 10               | Gick inte vidare | Gick inte vidare |
| Andrej Minakov | 100 m fjärilsim  | 51,00    | 4 Q  | 51,11            | 5 Q              | 50,88            | 4                |
| Vladimir Morozov | 50 m frisim      | 21,92    | 12 Q | 22,25            | 16               | Gick inte vidare | Gick inte vidare |
| Kirill Prigoda | 100 m bröstsim   | 59,68    | 16 Q | 59,44            | 11               | Gick inte vidare | Gick inte vidare |
| Kirill Prigoda | 200 m bröstsim   | 2.09,21  | 9 Q  | 2.08,88          | 9                | Gick inte vidare | Gick inte vidare |
| Jevgenij Rylov | 100 m ryggsim    | 53,22    | 7 Q  | 52,91            | 5 Q              | 51,98 0AR0       | 1                |
| Jevgenij Rylov | 200 m ryggsim    | 1.56,02  | 2 Q  | 1.54,45          | 1 Q              | 1.53,27 0OR0     | 1                |
| Maksim Stupin | 200 m medley     | 1.59,39  | 29   | Gick inte vidare | Gick inte vidare | Gick inte vidare | Gick inte vidare |
| Maksim Stupin | 400 m medley     | 4.16,21  | 18   | i.u.             | i.u.             | Gick inte vidare | Gick inte vidare |
| Grigorij Tarasevitj | 200 m ryggsim    | 1.56,82  | 5 Q  | 1.57,06          | 12               | Gick inte vidare | Gick inte vidare |
| Anton Tjupkov | 100 m bröstsim   | 59,55    | 15 Q | 59,93            | 16               | Gick inte vidare | Gick inte vidare |
| Anton Tjupkov | 200 m bröstsim   | 2.08,54  | 5 Q  | 2.08,54          | 7 Q              | 2.07,24          | 4                |
| Michail Vekovisjtjev | 100 m fjärilsim  | 51,89    | =18  | Gick inte vidare | Gick inte vidare | Gick inte vidare | Gick inte vidare |
| Andrej Zjilkin | 200 m medley     | 1.57,94  | 14 Q | 1.59,05          | 15               | Gick inte vidare | Gick inte vidare |
| Vladislav Grinev Kliment Kolesnikov Andrej Minakov Vladimir Morozov Aleksandr Sjtjogolev*                                                   | 4 × 100 m frisim | 3.13,13  | 8 Q  | i.u.             | i.u.             | 3.12,20          | 7                |
| Martin Maljutin Ivan Girev Jevgenij Rylov Michail Dovgaljuk Aleksandr Krasnych* Michail Vekovisjtjev*                                       | 4 × 200 m frisim | 7.05,16  | 4 Q  | i.u.             | i.u.             | 7.01,81          | 2                |
| Andrej Minakov Kirill Prigoda Jevgenij Rylov Kliment Kolesnikov Grigorij Tarasevitj* Anton Tjupkov* Vladislav Grinev* Michail Vekovisjtjev* | 4 × 100 m medley | 3.31,66  | 3 Q  | i.u.             | i.u.             | 3.29,22          | 4                |

Mixstafett
| Idrottare                                                                                           | Gren             | Heat    | Heat | Final   | Final |
| Idrottare                                                                                           | Gren             | Tid     | Pl.  | Tid     | Pl.   |
| --------------------------------------------------------------------------------------------------- | ---------------- | ------- | ---- | ------- | ----- |
| Svetlana Tjimrova Marija Kameneva Kirill Prigoda Jevgenij Rylov Arina Surkova* Grigorij Tarasevitj* | 4 × 100 m medley | 3.43,73 | 7 Q  | 3.42,45 | 7     |

Öppet vatten
| Idrottare                | Gren            | Final     | Final |
| Idrottare                | Gren            | Tid       | Pl.   |
| ------------------------ | --------------- | --------- | ----- |
| Anastasija Kirpitjnikova | Damernas 10 km  | 2:03.17,5 | 15    |
| Kirill Abrosimov         | Herrarnas 10 km | 1:54.29,3 | 19    |

## Skytte
Ryska skyttar tog 22 kvotplatser i skytte.
Damer
| Skytt                  | Gren                     | Kval      | Kval | Final            | Final            |
| Skytt                  | Gren                     | Poäng     | Pl.  | Poäng            | Pl.              |
| ---------------------- | ------------------------ | --------- | ---- | ---------------- | ---------------- |
| Vitalina Batsarasjkina | 10 m luftpistol          | 582       | 3 Q  | 240,3 0OR0       | 1                |
| Vitalina Batsarasjkina | 25 m pistol              | 586       | 3 Q  | 38 0OR0 S/off 4  | 1                |
| Zilja Batyrsjina       | Skeet                    | 117       | 15   | Gick inte vidare | Gick inte vidare |
| Margarita Tjernousova  | 10 m luftpistol          | 565       | 35   | Gick inte vidare | Gick inte vidare |
| Margarita Tjernousova  | 25 m pistol              | 580       | 19   | Gick inte vidare | Gick inte vidare |
| Anastasija Galasjina   | 10 m luftgevär           | 628,5     | 8 Q  | 251,1            | 2                |
| Julija Karimova        | 10 m luftgevär           | 627,1     | 13   | Gick inte vidare | Gick inte vidare |
| Julija Karimova        | 50 m gevär, 3 positioner | 1177      | 4 Q  | 450,3            | 3                |
| Darja Semjanova        | Trap                     | 116       | 15   | Gick inte vidare | Gick inte vidare |
| Jekaterina Subbotina   | Trap                     | 116       | 17   | Gick inte vidare | Gick inte vidare |
| Natalja Vinogradova    | Skeet                    | 120+1     | 6 Q  | 17               | 6                |
| Julija Zykova          | 50 m gevär, 3 positioner | 1182 0OR0 | 1 Q  | 461,9            | 2                |

Herrar
| Skytt                | Gren                         | Kval   | Kval | Final            | Final            |
| Skytt                | Gren                         | Poäng  | Pl.  | Poäng            | Pl.              |
| -------------------- | ---------------------------- | ------ | ---- | ---------------- | ---------------- |
| Aleksej Alipov       | Trap                         | 122+10 | 8    | Gick inte vidare | Gick inte vidare |
| Artiom Tjernousov    | 10 m luftpistol              | 577    | 11   | Gick inte vidare | Gick inte vidare |
| Leonid Jekimov       | 25 m snabbpistol             | 578    | 11   | Gick inte vidare | Gick inte vidare |
| Sergej Kamenskij     | 50 meter gevär, 3 positioner | 1183   | 1 Q  | 464,2            | 2                |
| Sergej Kamenskij     | 10 m luftgevär               | 628,7  | 10   | Gick inte vidare | Gick inte vidare |
| Vladimir Maslennikov | 10 m luftgevär               | 629,8  | 6 Q  | 123,0            | 8                |
| Vadim Muchametjanov  | 10 m luftpistol              | 573    | 23   | Gick inte vidare | Gick inte vidare |

Mixlag
| Skytt                                     | Gren            | Kval 1 | Kval 1 | Kval 2           | Kval 2           | Final / BM                 | Final / BM       |
| Skytt                                     | Gren            | Poäng  | Pl.    | Poäng            | Pl.              | Motståndare Poäng          | Pl.              |
| ----------------------------------------- | --------------- | ------ | ------ | ---------------- | ---------------- | -------------------------- | ---------------- |
| Anastasija Galasjina Vladimir Maslennikov | 10 m luftgevär  | 629,8  | 4 Q    | 417,0            | 5                | Gick inte vidare           | Gick inte vidare |
| Julija Karimova Sergej Kamenskij          | 10 m luftgevär  | 628,9  | 6 Q    | 417,1            | 4 QB             | Kwon / Nam (KOR) W 17–9    | 3                |
| Vitalina Batsarasjkina Artiom Tjernousov  | 10 m luftpistol | 581    | 2 Q    | 386              | 2 QF             | Jiang / Pang (CHN) L 14–16 | 2                |
| Margarita Tjernousova Anton Aristarchov   | 10 m luftpistol | 566    | 15     | Gick inte vidare | Gick inte vidare | Gick inte vidare           | Gick inte vidare |
| Aleksej Alipov Darja Semjanova            | Trap            | 142    | 11     | i.u.             | i.u.             | Gick inte vidare           | Gick inte vidare |
| Jekaterina Subbotina Maksim Kabatskij     | Trap            | 139    | 14     | i.u.             | i.u.             | Gick inte vidare           | Gick inte vidare |

## Taekwondo
Fyra ryska idrottare tävlade i taekwondo vid spelen.
| Idrottare         | Gren             | Åttondelsfinal          | Kvartsfinal               | Semifinal             | Återkval             | Final / BM                | Final / BM |
| Idrottare         | Gren             | Motståndare Resultat    | Motståndare Resultat      | Motståndare Resultat  | Motståndare Resultat | Motståndare Resultat      | Pl.        |
| ----------------- | ---------------- | ----------------------- | ------------------------- | --------------------- | -------------------- | ------------------------- | ---------- |
| Tatjana Minina    | Damernas −57 kg  | Tzeli (GRE) W 15–7      | Ben Yessouf (NIG) W 15–10 | Alizadeh (EOR) W 10–3 | bye                  | Zolotic (USA) L 17–25     | 2          |
| Michail Artamonov | Herrarnas −58 kg | Jendoubi (TUN) L 18–25  | Gick inte vidare          | Gick inte vidare      | Demse (ETH) W 27–5   | Guzmán (ARG) W 15–10      | 3          |
| Maksim Chramtsov  | Herrarnas −80 kg | Sawadogo (BUR) W 13–6   | Kanaet (CRO) W 22–0       | Eissa (EGY) W 13–1    | bye                  | El-Sharabaty (JOR) W 20–9 | 1          |
| Vladislav Larin   | Herrarnas +80 kg | Taufatofua (TGA) W 24–3 | Trajkovič (SLO) W 16–3    | Sun (CHN) W 30–3      | bye                  | Georgievski (MKD) W 15–9  | 1          |

## Triathlon
Fyra ryska triatleter deltog i spelen.
| Triathlet             | Gren           | Simning | T1   | Cykling       | T2            | Löpning       | Total tid     | Placering     |
| --------------------- | -------------- | ------- | ---- | ------------- | ------------- | ------------- | ------------- | ------------- |
| Anastasija Gorbunova  | Damernas lopp  | 19.37   | 0.45 | Avbröt loppet | Avbröt loppet | Avbröt loppet | Avbröt loppet | Avbröt loppet |
| Aleksandra Razarenova | Damernas lopp  | 20.17   | 0.43 | Varvad        | Varvad        | Varvad        | Varvad        | Varvad        |
| Dmitrij Poljanskij    | Herrarnas lopp | 17.40   | 0.38 | 56.49         | 0.31          | 33.08         | 1:48.46       | 32            |
| Igor Poljanskij       | Herrarnas lopp | 17.47   | 0.41 | 58.30         | 0.35          | 34.34         | 1:52.07       | 43            |

Stafett
| Triathlet                                                                     | Gren       | Simning             | T1                  | Cykling               | T2                  | Löpning             | Total tid                       | Placering |
| ----------------------------------------------------------------------------- | ---------- | ------------------- | ------------------- | --------------------- | ------------------- | ------------------- | ------------------------------- | --------- |
| Aleksandra Razarenova Dmitrij Poljanskij Anastasija Gorbunova Igor Poljanskij | Mixstafett | 3.59 3.57 4.34 3.53 | 0.37 0.47 0.40 0.36 | 10.30 9.56 10.57 9.48 | 0.32 0.27 0.31 0.27 | 6.25 5.40 6.47 6.10 | 22.03 20.47 23.29 20.54 1:27.13 | 14        |

## Tyngdlyftning
Då Ryssland haft för många dopingöverträdelser under perioden 2008–2020 fick den ryska olympiska kommittén enbart skicka en man och en kvinna att tävla i tyngdlyftning.
| Idrottare      | Gren             | Ryck     | Ryck      | Stöt     | Stöt      | Totalt | Placering |
| Idrottare      | Gren             | Resultat | Placering | Resultat | Placering | Totalt | Placering |
| -------------- | ---------------- | -------- | --------- | -------- | --------- | ------ | --------- |
| Kristina Sobol | Damernas 49 kg   | 81       | DNF       | —        | —         | —      | DNF       |
| Timur Nanijev  | Herrarnas 109 kg | 188      | 4         | 221      | 4         | 409    | 4         |